# クンストハレ・ヴィーン

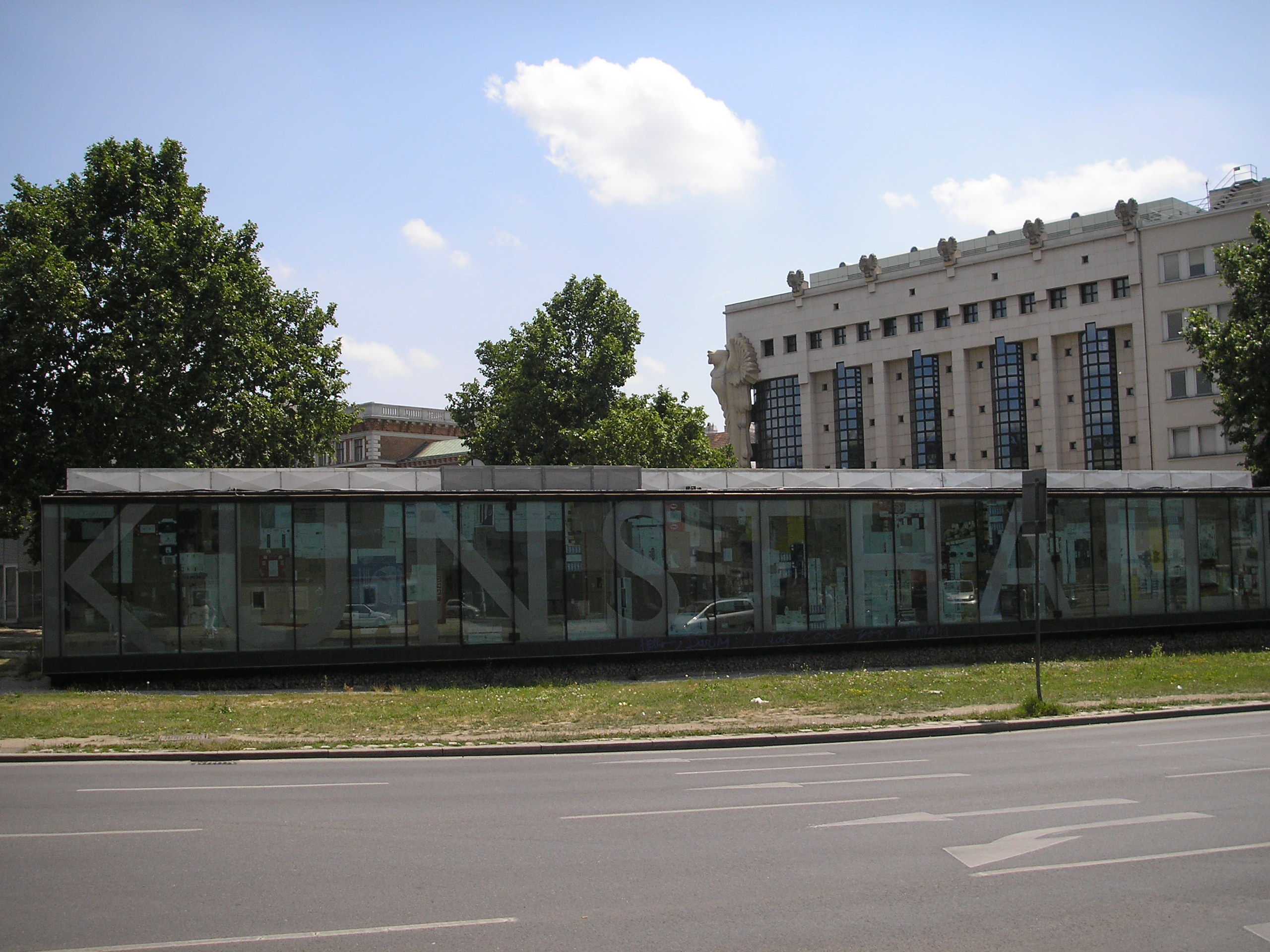
カールス広場のプロジェクトスペース

クンストハレ・ヴィーン（The Kunsthalle Wien ) は、オーストリアのウィーンにある現代美術の期間を限っての展示を企画、開催する美術センターで、独自の収集品は所蔵していない。1992年に開館し、当初はカールス広場にあった。建物はオーストリアの建築家アドルフ・クリシャニッツ（英: Adolf Krischanitz）によって、仮の施設として設計された輸送コンテナのような箱型の建物の中にあった。2001年、ミュージアムクォーターに建てられた新しい建物に、ウィーンの他のところにあった他の美術館と一緒に移転した。
クンストハレは、国際的な展望を持っており、地元ウィーンのみならず国内外のアーティストの作品を展示する使命を与えられている。カール広場の旧館は、小さなガラス張りの建物に建て替えられ、プロジェクトスペースとして、新たに注目のアーティストやクンストハレのために特別のアーティストのグループ展などに利用されている。クンストハレの二つのカフェのひとつは旧館の方にある。 
2002年、イタリアの美術雑誌「ARTE」（アルテ）が、クンストハレをヨーロッパで6つの今ベストのアートセンターの一つと呼んだことがある。
2005年、クンストハレは、トルコ系ドイツ人のフエリダン・ツァイモグル（英: Feridun Zaimoğlu）の作品展"Kanak Attack. トルコからの三度目の攻撃?" (旗のインスタレーション)を開催した。